# Seyssins
Seyssins ist eine französische Gemeinde mit 8087 Einwohnern (Stand: 1. Januar 2022) im Département Isère in der Region Auvergne-Rhône-Alpes. Die Gemeinde gehört zum Kanton Fontaine-Seyssinet im Arrondissement Grenoble. Die Einwohner heißen Seyssinoises.

## Geographie
Seyssins liegt am Rand des Vercors-Gebirges südwestlich vom Grenoble, am westlichen Ufer des Flusses Drac. Es wird umgeben von den Nachbargemeinden Seyssinet-Pariset im Norden, Grenoble im Nordosten, Échirolles im Osten, Claix im Süden sowie Saint-Nizier-du-Moucherotte im Westen. Teile des Gemeindegebietes gehören zum Regionalen Naturpark Vercors.

## Geschichte
1790 und 1794 wurde die Gemeinde erweitert. Die Orte Mont-Rigaud und Roux-de-Commiers kamen hinzu.

## Bevölkerungsentwicklung
| Jahr                       | 1962 | 1968 | 1975 | 1982 | 1990 | 1999 | 2006 | 2017 |
| -------------------------- | ---- | ---- | ---- | ---- | ---- | ---- | ---- | ---- |
| Einwohner                  | 1007 | 1573 | 3911 | 5021 | 7028 | 6850 | 6861 | 7685 |
| Quellen: Cassini und INSEE |      |      |      |      |      |      |      |      |

## Sehenswürdigkeiten
- Kirche Saint-Martin aus dem 9. Jahrhundert mit Umbauten im 12. Jahrhundert
- Mahnmal zum Gedenken an die Toten des Ersten Weltkriegs, im Jahre 1920 errichtet

## Persönlichkeiten
- Didier Migaud (* 1952), Politiker, früherer Bürgermeister von Seyssins und vormaliger Präsident des Rechnungshofes